# 薩爾坦冰川
薩爾坦冰川（英語：Sultan Glacier），是南極洲的冰川，位於南設得蘭群島的象島，由英國南極名稱諮詢委員會命名，該冰川現時由南極條約體系管理。
61°8′S 55°21′W / 61.133°S 55.350°W